# Trichonotus marleyi
Trichonotus marleyi és una espècie de peix de la família dels triconòtids i de l'ordre dels perciformes.

## Descripció
- Fa 19 cm de llargària màxima i és de color ambre al dors amb punts blaus turquesa i vermells. La part inferior del cos és d'un color rosat tènue.
- Aletes anal i pèlviques amb punts vermells foscos.
- Cap espina i 45-47 radis tous a l'aleta dorsal i cap espina i 37-39 radis tous a l'anal.[7][8]

## Hàbitat i distribució geogràfica
És un peix marí, bentopelàgic i de clima tropical, el qual viu a l'Índic occidental: des de la badia Delagoa (Moçambic) fins a Durban (KwaZulu-Natal, Sud-àfrica), incloent-hi les illes Seychelles.

## Observacions
És inofensiu per als humans.